# スタニングアーツ
株式会社スタニングアーツは、東京都渋谷区にある企業。「pharfaite」「SCHE/MEE」「SILHOUETTE」などのアパレル系ブランドを展開する。

## 概要
アパレル製品の企画、開発、販売、EC店舗開発、運営のほか、撮影スタジオやプロダクション、ファンクラブの運営、各種イベント企画立案、運営を手がける。
2015年12月に愛知県一宮市（現在は本店）にて創業、2018年1月に会社設立。6月15日、複数あった通販サイトを統合し、「SALON D'ARTS ONLINE STORE」を開設した。
2020年よりタレントマネジメント事業も展開し、2.5次元モデル「あまつまりな」等が所属する。あまつのマネージャーを兼ねる所属モデル、"やなぎばころん" と あまつでタレント部署をスタートした。
2021年に本社所在地を現在の場所に移転。
2022年6月に大規模即売会イベント「PharfaiteShowCase/パルフェットショーケース」を開催。グラビアモデル・アイドル・セクシー女優等100名以上の出展者がイベントに出展した。同イベントではモデル60名によるファッションショーが開催され、pharfaiteの2022新作衣装がお披露目された。
2024年5月にカシスからメイド服ブランド「キャンディフルーツ」の事業を継承。

## 製品・ブランド

### pharfaite

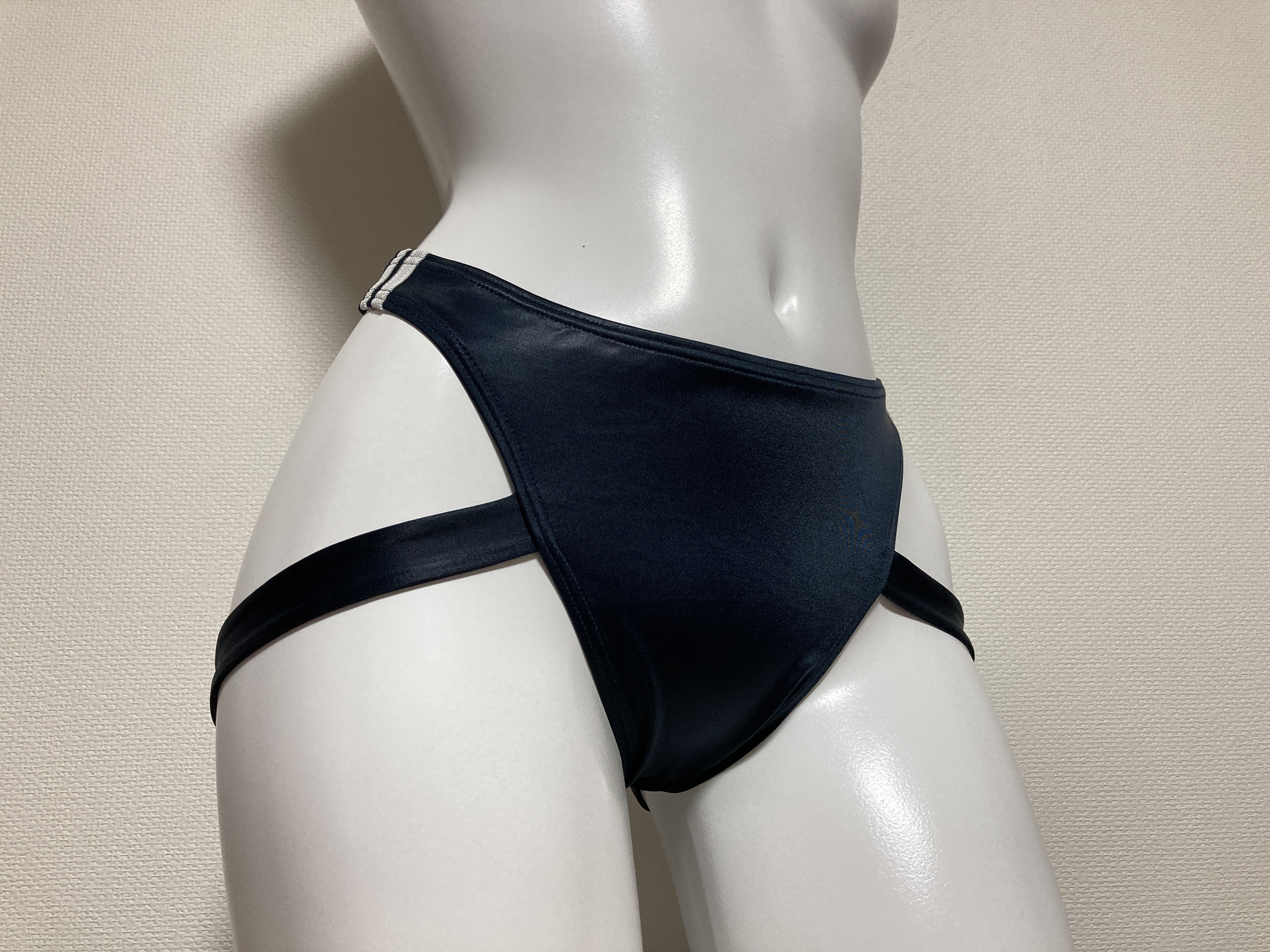
pharfaite バインダーブルマ

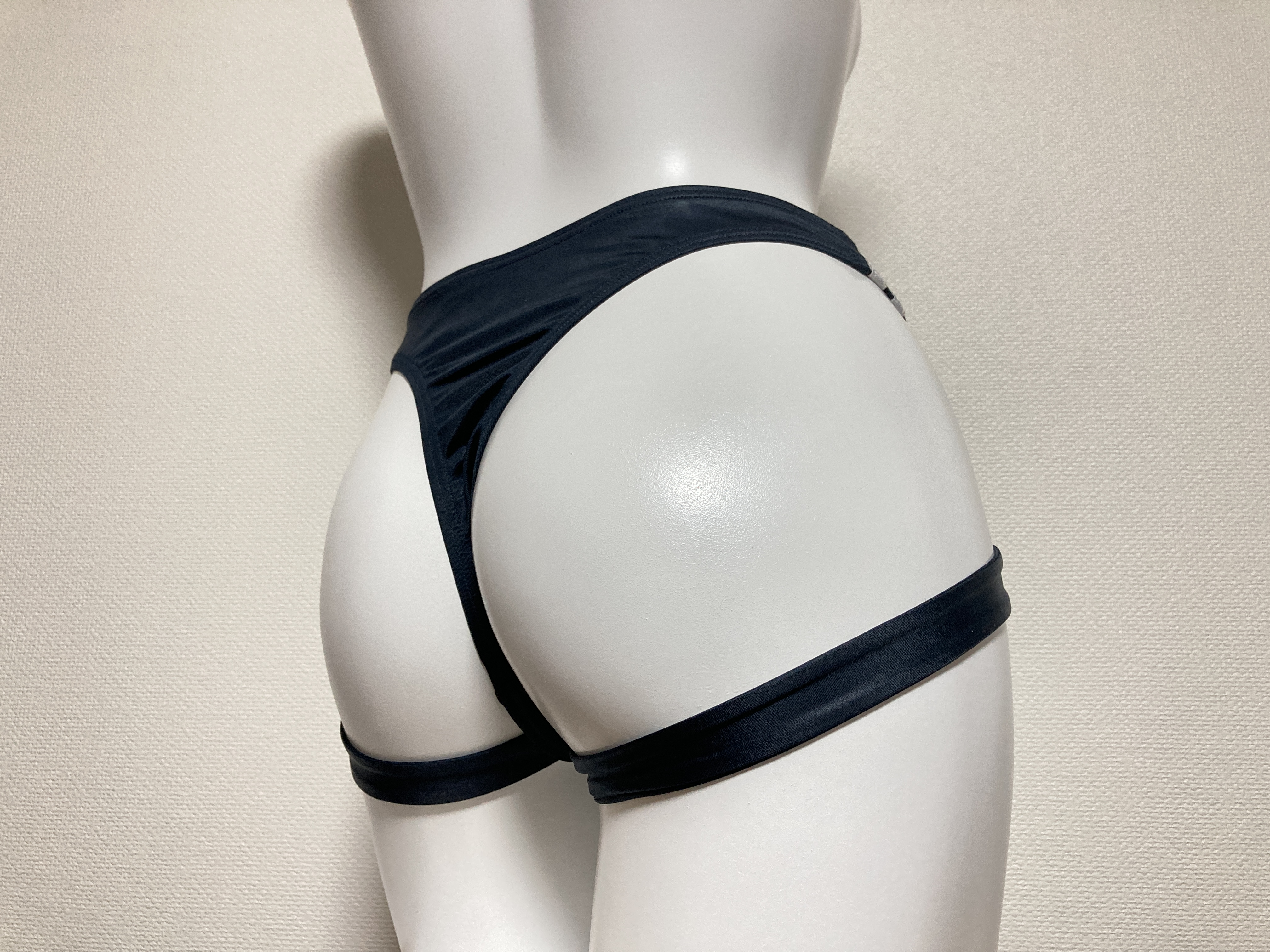
pharfaite バインダーブルマ Tバック

女性コスプレイヤーの鳴海玲音（現：鳴海ゆい）が「fetish&cute」をコンセプトに立ち上げたブランドで、当初は「parfaite」と表記した。「パルフェット」と読み、フランス語で「最高にかわいい」という意味をもつ。鳴海が気に入っていた美少女ゲームの「パルフェ」から取ったという。
2016年1月、クラウドファンディングサイトのCAMPFIREで出資を募ったところ、ボンデージ衣装をレースで可愛らしくアレンジしたランジェリーの「レース・リミテーション」（リミテーションは拘束という意味）がSNSで話題となり、期限の3月10日には当初の目標金額50万円の6倍以上となる324万円もの資金が集まった。年末にはイラストレーターのERIMOがデザインした「スイーツ下着」を開発。2018年、初の水着（ビキニ）となる「Beach Parlor」（ビーチパーラー）を開発した。
その後も、丈を短くしてへそが出るようにした体操着や、肌に密着し側面に大きな開口部を設けたブルマー、横乳やお尻がこぼれるハイネック型Tバック競泳水着などをリリースし、フェチ系衣装ブランドとして認知されている。製造工場は非公開。

### SILHOUETTE
pharfaiteの姉妹ブランド。イラストレーターの白蘇ふぁみが戦闘機をモチーフにデザインした「戦闘機になれるパーカー」を2017年に製品化した。両手を広げた際に戦闘機のシルエットに見えるように作られており、これがブランド名の由来となっている。元となったイラストが公開された当初から実際に着てみたいとする声がSNSで上がっており、初回販売分は予約開始後わずか24時間で完売した。2019年にはSF作品の「戦闘妖精・雪風」とコラボレーションした「VIDESTA PLUS 戦闘妖精雪風 SILHOUETTE FFR-41MR MAVE morphing parka」が発売された。

### その他のブランドなど
- SCHE/MEE：pharfaiteのセカンドラインとして2022年より展開する[19]。
- BLUE EGG（ブルーエッグ）：pharfaiteプロデュースのメイドカフェ。東京の秋葉原[20]と名古屋の大須にある[21]。
- ZEROFLUXE（ゼロフラックス）：男性向け下着[22]。